# فرملزكيرشن
فرملزكيرشن (بالألمانية: Wermelskirchen) هي مدينة و بلدة ألمانية تقع في Rheinisch-Bergischer Kreis في ألمانيا. يقدر عدد سكانها بـ 36,386 نسمة .

## المدن التوأمة
مدن Loches و فرست (لاوسيتز) هي مدن توأمة لفرملزكيرشن.

## أعلام
- ياو بول
- توماس كلينه
- دينيس شميت